# Inspectoratul General al Armatei pentru Educație, Cultură și Propagandă
Inspectoratului General al Armatei pentru Educație, Cultură și Propagandă (IGAECP) a fost o structură din Marele Stat Major al Armatei României înființată la 2 octombrie 1945 în baza Ordinului general al Ministerului de Război nr. 113 și Instrucțiunile nr. 21121 prin transformarea Direcției Superioare de Cultură, Educație și Propagandă (DSCEP).
Activitatea structurii a fost reglementată prin Instrucțiunile nr. 21590 din 15 ianuarie 1946. Astfel, inspectoratul se subordona direct ministrului de război.
La conducerea acestei structuri a fost inițial grl.-lt. Victor Precup, fiind urmat de generalul Dumitru Petrescu (6 august 1947-25 iulie 1948) și general-maior Petre Borilă (25 iulie 1948-5 octombrie 1948).
Sub conducerea celui din urmă, la 5 octombrie 1948 s-a transformat în Direcția Superioară Politică a Armatei.